# 前川清 (国際政治学者)
前川 清（まえかわ きよし、1934年 - ）は、日本の国際政治学者、武蔵野学院大学名誉教授、公益財団法人防衛大学校学術・教育振興会監事。陸上自衛隊出身者であり、最終階級は陸将補。

## 経歴
香川県の、現在の三豊市生まれ。
1期生として防衛大学校に学び、1957年に工学部応用化学専攻を卒業した。
1970年から1972年にかけて、フランスに留学（フランス陸軍大学校84期）。
1974年から1976年にかけて外務省中東課に出向し、次いで1977年から1980年にかけて初代のエジプト防衛駐在官を務めた。
以降は、第32普通科連隊長、陸上幕僚監部教育課長、第2師団副師団長、第2混成団長（善通寺駐屯地司令）、防衛研究所副所長などを歴任し、57歳、陸将補で退官した。
1991年には、フランス国家功労勲章オフィシイエ級を受章した。
1997年以降は、武蔵野短期大学、武蔵野学院大学教授、特任教授を経て、名誉教授となった。
大学教員となってからは、国際政治関係の教育研究にあたるかたわら、香川県の「乃木うどん」の調査も行い、その復元にも関わった。

## 著書
- 『ドゴールとナポレオン：その政戦略・リーダーシップ・能力開発の研究』 PHP研究所、1989年